# Prestonia trifida
Prestonia trifida là một loài thực vật có hoa trong họ La bố ma. Loài này được (Poepp.) Woodson miêu tả khoa học đầu tiên năm 1933.